# Pachuca de Soto
Pachuca de Soto (i vardagstal Pachuca) är en delstatshuvudstad i Mexiko. Den ligger i kommunen Pachuca de Soto och delstaten Hidalgo, i den sydöstra delen av landet, 90 km nordost om huvudstaden Mexico City. Staden ligger 2 393 meter över havet.

## Stad och storstadsområde
Staden har 279 488 invånare (2007), med totalt 287 677 invånare (2007) i hela kommunen på en yta av 158 km².
Storstadsområdet, Zona Metropolitana de Pachuca, har totalt 463 070 invånare (2007) på en yta av 1 181 km². Området består av Pachuca samt kommunerna Epazoyucan, Mineral del Monte, Mineral de la Reforma, San Agustín Tlaxiaca, Zapotlán de Juárez och Zempoala.